# Маркиз де Вальмедиано
Маркиз де Вальмедиано — испанский дворянский титул. Он был создан королем Испании Карлосом II 1 декабря 1692 года для Томаса Исидро де Чирибоги и Мендосы.
В настоящее время носителем титула является Иван де Артеага и дель-Алькасар (род. 1970), 11-й маркиз де Вальмедиано, 15-й маркиз де Ариса и 16-й маркиз де Армуния.

## Список маркизов де Вальмедиано
1. Томас Исидро де Чирибога и Мендоса
2. Хуан Раймундо де Артеага и Ласкано
3. Хоакин Хосе де Артеага и Басурто
4. Игнасио де Артеага и Идиакес
5. Андрес Авелино де Артеага и Палафокс
6. Андрес де Артеага и Карвахаль
7. Андрес Авелино де Артеага и Сильва
8. Хоакин де Артеага-и-Эчагуэ
9. Иньиго де Артеага и Фалгуэра
10. Иньиго де Артеага и Мартин
11. Иван де Артеага и дель-Алькасар

## История маркизов де Вальмедиано
1. Томас Исидро де Чирибога и Мендоса (? — 1723) , 8-й сеньор де Фресно, 1-й маркиз де Вальмедиано. Ему наследовал его племянник:
2. Хуан Раймундо де Артеага и Ласкано (1677—1761), 2-й маркиз де Вальмедиано, 9-й сеньор де Фресно Тороте, 17-й сеньор де ла Каса-де-Ласкано, сын Исабели де Чирибога Кордоба Уртадо де Мендосы и Хуана Антонио Артеаги-Ласкано, 16-го сеньора де ла Каса-де-Ласкано. Ему наследовал его сын:
3. Хоакин Хосе де Артеага-Ласкано и Мендоса (? — 1784) , 3-й маркиз де Вальмедиано, 18-й сеньор де ла Каса-де-Ласкано. Ему наследовал его сын.
  1. Супруга — Микаэла де Идиакес, дочь 2-го герцога де Гранада-де-Эга.
4. Игнасио Киро де Артеага-Ласкано и Идиакес (1748—1817), 4-й маркиз де Вальмедиано, 19-й сеньор де Ласкано, 1-й граф де Коррес.
  1. Супруга — Мария Ана Палафокс Ребольедо и Сильва, дочь маркиза де Ариса.
5. Андрес Авелино де Артеага-Ласкано и Палафокс (1780—1864), 5-й маркиз де Вальмедиано, 2-й граф де Коррес, 10-й маркиз де Ариса, 10-й маркиз де Армуния, 12-й маркиз де Эстепа, 13-й маркиз де Ла-Гуардия, 9-й граф де ла Монклова, 8-й граф де Санта-Эуфемия, адмирал Арагона, 20-й сеньор де Ласкано.
  1. Супруга — Хоакина Хосеба де Карвахаль и Манрике де Лара.
6. Андрес де Артеага и Карвахаль (1807—1850). Скончался еще при жизни своего отца. Носил титулы 6-го маркиза де Вальмедиано, 3-го графа де Корреса. Ему наследовал его сын:
7. Андрес Авелино де Артеага и Сильва (1833—1910).
8. Хоакин Игнасио де Артеага и Эчагве Сильва и Мендес де Виго (1870—1947), 8-й маркиз де Вальмедиано, 17-й герцог дель Инфантадо, 13-й маркиз де Армуния, 12-й маркиз де Ариса, 14-й маркиз де Эстепа, 18-й маркиз де Сантильяна, 10-й маркиз де Лаула, 9-й маркиз де Монте-де-Вай, 12-й маркиз де Вивола, 16-й маркиз де Сеа, 11-й маркиз де ла Элиседа, 5-й граф де Коррес, 11-й граф де ла Монклова, 10-й граф де Санта-Эуфемия, 18-й граф дель Реал-де-Мансанарес, 20-й граф де Сальданья, 15-й граф дель-Сид, 23-й сеньор де ла Каса-де-Ласкано.
  1. Супруга — Исабель Фалгуэра и Морено (1875—1968), 3-я графиня де Сантьяго. Ему наследовал их сын:
9. Иньиго де Лойола де Артеага и Фалгуэра (1905—1997), 9-й маркиз де Вальмедиано, 14-й герцог де Франкавилья (титул восстановлен в 1921 году), 18-й герцог дель Инфантадо, 14-й маркиз де Армуния, 13-й маркиз де Ариса, 15-й маркиз де Эстепа, 19-й маркиз де Сантильяна, 17-й маркиз де Сеа, 10-й маркиз де Монте-де-Вай, 13-й маркиз де Вивола, 19-й граф дель Реал-де-Мансанарес, 11-й граф де Санта-Эуфемия, 12-й граф де ла Монклова, 5-й граф дель-Серральо, 6-й граф де Коррес, 21-й граф де Сальданья, 17-й граф дель-Сид, 4-й граф де Сантьяго.
  1. Супруга — Ана Роса Мартин и Сантьяго-Конча.
  2. Супруга — Мария Кристина де Саламанка и Каро, 6-я графиня де Сальсивар. Ему наследовал его сын от первого брака:
10. Иньиго де Артеага и Мартин (1941—2018), 10-й маркиз де Вальмедиано, 19-й герцог дель Инфантадо, 15-й маркиз де Армуния, 20-й маркиз де Сантильяна, 14-й маркиз де Ариса, 22-й граф де Сальданья, 20-й граф дель Реал-де-Мансанарес, 13-й граф де ла Монклова, 7-й граф де Коррес, 18-й маркиз де Сеа.
  1. Супруга — Альмудела дель-Алькасар и Армада, дочь Хуана Баутисты дель-Алькасара и де ла Виктории, 7-го графа де лос Асеведос и Рафаэлы Армады и Ульоа, дочери 7-го графа де Ревилья-Хихедо. Ему наследовал его второй сын:
11. Иван де Артеага и дель-Алькасар (род. 1970), 11-й маркиз де Вальмедиано , 15-й маркиз де Ариса, 16-й маркиз де Армуния.